# 干沙路·加西亞 (2004年出生足球員)
干沙路·加西亞·托利斯（西班牙語：Gonzalo García Torres，2004年3月24日—）是一名西班牙職業足球員，司職前鋒，現時效力西甲球會皇家馬德里。

## 球會生涯
加西亞在2014年加入皇家馬德里的青訓學院，他因家庭緣故曾在2018–19賽季短暫效力馬略卡的青年隊，並在該賽季後回到皇家馬德里。他在2022–23賽季隨球會U19梯隊奪得本土三冠王榮譽，並成為隊內神射手。
2023年8月29日，因球隊正選翼鋒受傷，加西亞首度入選球會一隊的大隊名單，參與對陣基達菲的西甲賽事，但他並未上陣。同年11月26日，他在對陣卡迪斯的西甲比賽中上演一隊地標戰，於比賽第78分鐘後備入替。
2025年2月5日，加西亞在對陣雷加利斯的國王盃八強賽事中於補時階段為球隊射入奠勝一球，協助皇家馬德里以3–2險勝晉級，這亦是他的首個一隊入球。他在2024–25賽季中為皇家馬德里B隊在西班牙皇家足協甲組聯賽共射入25個入球，成為聯賽神射手。
2025年6月18日，加西亞在球隊於2025年國際足協世界冠軍球會盃的首輪小組賽中入球，令球隊以1–1賽和。這亦是球隊在新領隊上任後的首個入球。同年7月1日，他在對陣祖雲達斯的十六強賽事中射入比賽唯一入球，令皇家馬德里得以晉級八強。他在4場比賽共射入4球，成為賽事神射手。

## 國家隊生涯
加西亞曾代表西班牙的青年國家隊。他曾在2023年歐洲U-19足球錦標賽中代表西班牙U19。

## 生涯統計
最後更新：2025年7月1日
| 效力球會      | 球季     | 聯賽     | 聯賽 | 聯賽 | 國家盃賽 | 國家盃賽 | 洲際賽事 | 洲際賽事 | 其他 | 其他 | 總計 | 總計 |
| 效力球會      | 球季     | 聯賽     | 上陣 | 入球 | 上陣     | 入球     | 上陣     | 入球     | 上陣 | 入球 | 上陣 | 入球 |
| ------------- | -------- | -------- | ---- | ---- | -------- | -------- | -------- | -------- | ---- | ---- | ---- | ---- |
| 皇家馬德里B隊 | 2021–22  | 西協甲   | 2    | 0    | —        | —        | —        | —        | —    | —    | 2    | 0    |
| 皇家馬德里B隊 | 2022–23  | 西協甲   | 5    | 0    | —        | —        | —        | —        | 3    | 0    | 8    | 0    |
| 皇家馬德里B隊 | 2023–24  | 西協甲   | 27   | 5    | —        | —        | —        | —        | —    | —    | 27   | 5    |
| 皇家馬德里B隊 | 2024–25  | 西協甲   | 36   | 25   | —        | —        | —        | —        | —    | —    | 36   | 25   |
| 皇家馬德里B隊 | 總計     | 總計     | 70   | 30   | —        | —        | —        | —        | 3    | 0    | 73   | 30   |
| 皇家馬德里    | 2023–24  | 西甲     | 2    | 0    | 0        | 0        | 0        | 0        | 0    | 0    | 2    | 0    |
| 皇家馬德里    | 2024–25  | 西甲     | 3    | 0    | 1        | 1        | 0        | 0        | 4    | 3    | 8    | 4    |
| 皇家馬德里    | 總計     | 總計     | 5    | 0    | 1        | 1        | 0        | 0        | 4    | 3    | 10   | 4    |
| 生涯總計      | 生涯總計 | 生涯總計 | 75   | 30   | 1        | 1        | 0        | 0        | 7    | 3    | 83   | 34   |

1. ↑  於西協甲附加賽上陣。
2. ↑  於国际足联俱乐部世界杯賽事上陣。

## 榮譽

### 球會
皇家馬德里
- 西班牙足球甲级联赛：2023–24[16]

### 個人
- 西班牙皇家足協甲組聯賽神射手：2024–25（英语：2024–25 Primera Federación）[8]
- 国际足联俱乐部世界杯神射手：2025[13]
- 国际足联俱乐部世界杯最佳陣容：2025[13]

## 外部連結
- 干沙路·加西亞在BDFutbol中的档案
- LaPreferente.com中的干沙路·加西亞（西班牙語）
- Soccerway資料庫：干沙路·加西亞